# Élisabeth Roudinesco

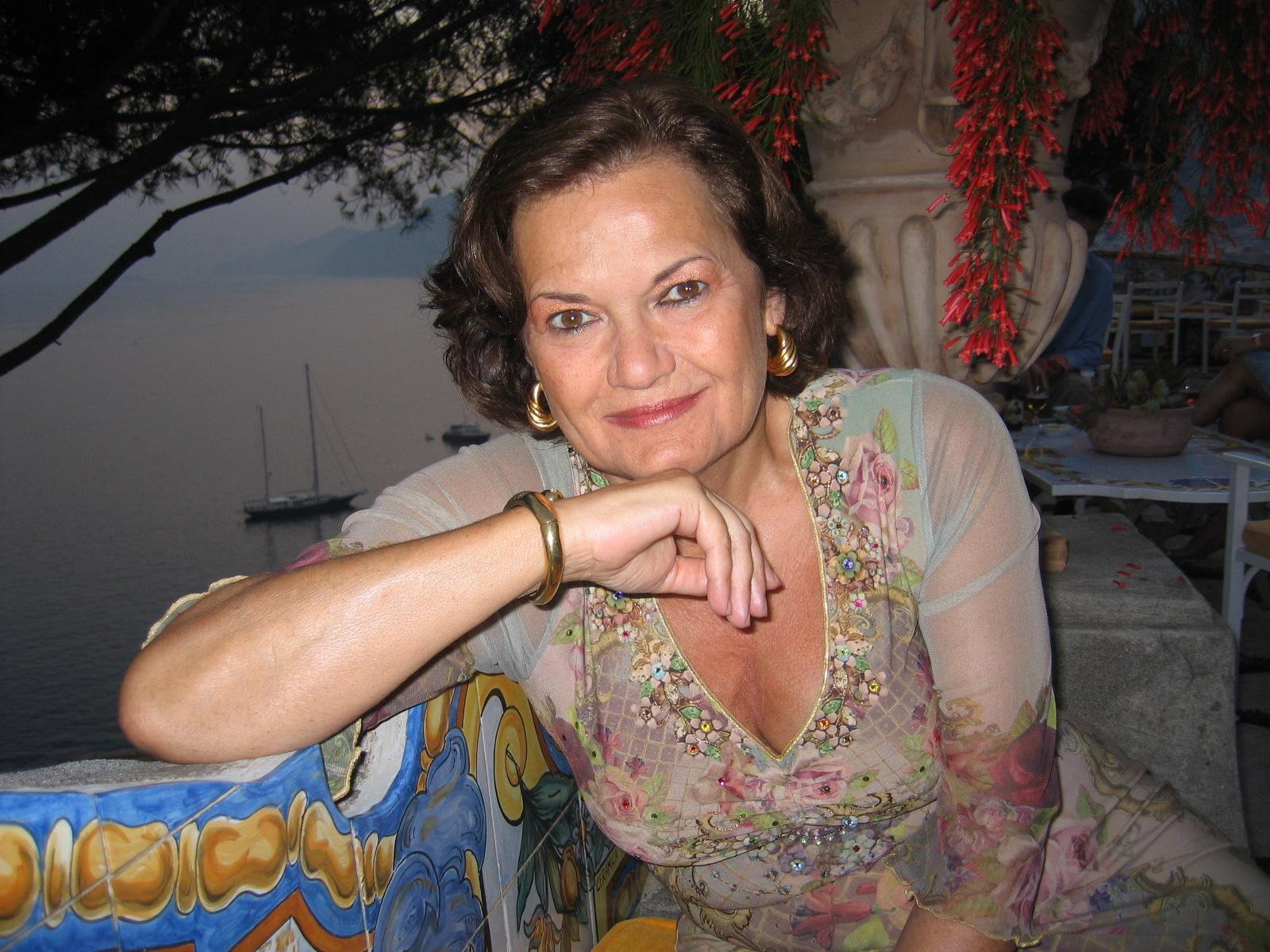
Élisabeth Roudinesco (2005)

Élisabeth Roudinesco (* 10. September 1944 in Paris) ist eine französische Psychoanalytikerin und eine Historikerin der Psychoanalyse. Seit 1991 gibt sie Seminare über die Geschichte der Psychoanalyse im Rahmen der École doctorale du département d’histoire der Universität Paris VII.

## Laufbahn
Roudinesco ist die Tochter von Jenny Aubry und von Alexandre Roudinesco. Sie besuchte das Collège Sévigné. Nach ihrem Studium an der Sorbonne, wo sie eine Licence de lettres modernes (Schwerpunkt Linguistik) erwarb, schrieb sie ihre Magisterarbeit bei Tzvetan Todorov an der Universität Paris VIII. Sie promovierte 1975 bei Jean Levaillant. Sie studierte bei Gilles Deleuze und Michel de Certeau. Ihre Habilitation im Bereich Geschichte wurde von Michelle Perrot betreut. Die Dissertation erschien unter dem Titel Généalogies.
Von 1969 bis 1981 gehörte sie der von Jacques Lacan gegründeten École freudienne de Paris an. Dort wurde sie zur Psychoanalytikerin ausgebildet. Von 1969 bis 1979 war sie Mitglied der Redaktion der Zeitschrift Action poétique und arbeitete von 1986 bis 1996 für Libération. Seit 1992 war sie Chargée de conférences an der École des Hautes Études en Sciences Sociales. 1996 wechselte sie von Libération zu Le Monde. Von 1997 bis 2002 wurde sie Mitglied der Redaktion der Zeitschrift L’homme. Von 2001 bis 2007 lehrte sie als Chargée de conférences an der École pratique des hautes études, IVème section. Von 2007 bis 2008 gehörte sie zu der Gruppe um Jacques Le Rider und Esther Benbassa.
2014 wurde ihr Essay Sigmund Freud en son temps et dans le nôtre mit dem Prix Décembre ausgezeichnet.

## Funktionen und Ämter
Sie ist:
- seit 1991 assoziiertes Mitglied im  laboratoire ICT (Identités, Cultures, Territoires) der Universität Paris VII.
- Lehrbeauftragte an der  École des hautes études en sciences sociales (1992–1996). Lehrbeauftragte an der EPHE (2001–2007).
- seit 1990 Vizepräsidentin der  Société internationale d’histoire de la psychiatrie et de la psychanalyse (SIHPP) bzw. seit 2007 Präsidentin dieser Gesellschaft.
- Mitglied der Redaktion der Zeitschrift  Cliniques méditerranéennes, die von Roland Gori und Marie-José del Volgo geleitet wird.
- seit 2003 Mitglied des wissenschaftlichen Beirats der Zeitschrift  History of Psychiatry.
- seit 2006  Visiting Professor an der  Middlesex University in London.

## Politische Positionen
Elisabeth Roudinesco hat seit 1997 öffentlich politisch Position bezogen sie trat für das Recht homosexueller Paare ein, Kinder zu adoptieren. Sie ist Gegnerin einer positiven Diskriminierung (insbesondere gegen die Chiennes de garde). Sie sprach sich für ein Kopftuchverbot an Schulen aus. Schließlich ergriff sie in zahlreichen Debatten über die Laizität, das Klonen, die Genetik etc. Partei. Sie sprach sich insbesondere gegen die Expertisen des Institut national de la santé et de la recherche médicale (INSERM) zum Thema Psychotherapie aus. Sie war eine der ersten, die die Petition Pas de zéro de conduite unterzeichnete, die sich gegen pathologisierende Frühuntersuchungen potentiell abweichenden Verhaltens bei dreijährigen Kindern wendet.

## Juristische Auseinandersetzung
Roudinesco wurde zusammen mit dem Verlag Gallimard und Claude Lanzmann vom Club de l’Horloge wegen Beleidigung verklagt, nachdem sie den Club in einem Artikel des versteckten Antisemitismus bezichtigt hatte. Der Club de l’Horloge ist ein der rechtsextremen Partei Front National (heute Rassemblement National) nahestehender Verein.
Das Gleiche geschah anlässlich des Buchs von Jacques Bénesteau. Auf die Anzeige von Bénesteau und des Club de l’Horloge kam es zu einem Prozess vor einem Strafgericht, von dem sie am 2. Juni 2005 freigesprochen wurde. Henry de Lesquen, der Präsident des Club de l’Horloge, legte Berufung ein. Das Urteil der ersten Instanz wurde im März 2006 bestätigt. Der Club de l’Horloge legte Rechtsmittel ein und wurde am 6. März 2007 vom Berufungsgericht zurückgewiesen.

## Werke

### Bücher
- Un discours au réel, Mame 1973
- L’inconsient et ses lettres, Mame 1975
- Pour une politique de la psychanalyse, Paris: La Découverte 1977
- La psychanalyse mère et chienne, avec Henri Deluy, UGE,
- Histoire de la psychanalyse en France, vol. 1, Paris: Le Seuil 1982 (réédition Fayard 1994)
- Histoire de la psychanalyse en France, vol. 2, Paris: Le Seuil 1986 (réédition Fayard 1994) (Standardwerk zur Geschichte der französischen Psychoanalyse, dt. Teilübersetzung: Wien – Paris. Die Geschichte der Psychoanalyse in Frankreich. 1885–1939, Weinheim, Berlin: Quadriga Verlag 1994)
- Théroigne de Méricourt. Une femme mélancolique sous la Révolution, Paris: Le Seuil 1989
- Jacques Lacan. Esquisse d’une vie, histoire d’un système de pensée, Paris: Fayard 1993, dt. Jacques Lacan: Bericht über ein Leben, Geschichte eines Denksystems, Köln: Kiepenheuer und Witsch 1996
- Généalogies, Paris: Fayard 1994
- Dictionnaire de la psychanalyse, mit Michel Plon, Paris: Fayard 1997
- Pourquoi la psychanalyse ?, Paris: Fayard 1999, dt. Wozu Psychoanalyse?, Klett-Cotta 2002
- Au-delà du conscient, mit Jean-Pierre Bourgeron und Pierre Morel, Hazan, 2000
- L’analyse, l’archive, Bibliothèque nationale de France 2001
- De quoi demain... Dialogue, mit Jacques Derrida, Fayard-Galilée 2001
- La Famille en désordre, Paris: Fayard 2002
- Le Patient, le thérapeute et l’État, Paris: Fayard 2004
- Philosophes dans la tourmente, Histoire de la pensée, Paris: Fayard 2005.
- Pourquoi tant de haine? Anatomie du « Livre noir de la psychanalyse », Navarin 2005.
- La part obscure de nous-mêmes, Albin Michel, Paris, 2007
- Retour sur la question juive, Albin Michel, Paris, 2009
- Mais pourquoi tant de haine? L’affabulation d’Onfray, Paris: Seuil 2010; dt.: Doch warum soviel Hass? (Übers. Hans-Dieter Gondek), Wien: Turia + Kant 2011, ISBN 978-3-85132-640-6
- Lacan, envers et contre tout. Éditions du Seuil, Paris 2011.
- zusammen mit Michel Plon: Wörterbuch der Psychoanalyse. Namen, Länder, Werke, Begriffe. Springer, Wien/New York 2004, ISBN 3-211-83748-5.

### Ausstellungen
- La Psychanalyse 1 et 2. Wissenschaftliche Leitung: Elisabeth Roudinesco. Autor: Yann Diener. Realisiert von Anne Parian für das ADPF, Ministère des affaires étrangères, 2002.

### Filme
- Sigmund Freud. L’invention de la psychanalyse, zusammen mit Élisabeth Kapnist, 1997.  Dokumentarfilm aufgrund von unveröffentlichten Archivunterlagen unter Mitarbeit von: Peter Gay, Yosef Hayim Yerushalmi (USA), Riccardo Steiner (Großbritannien), Regine Lockot (Deutschland), Jean Clair (Frankreich). 110 Minuten. France 3 / ARTE.
- Chercheurs de notre temps: Elisabeth Roudinesco, einstündiges Gespräch mit Elisabeth Roudinesco, Centre de documentation pédagogique, 1999.
- Jacques Lacan, la psychanalyse réinventée, einstündiger Dokumentarfilm (ARTE), geschrieben von Elisabeth Roudinesco in Zusammenarbeit mit Elisabeth Kapnist, Regie: Elisabeth Kapnist, produziert vom Institut national de l’audiovisuel (INA).